# Ласнічичі
Родина Ласнічичі (лат. Lacnicith, Lasincich, Lasnitichi, Lasnicit, Lasnizith, Laznichig, Lisnicig, Lisnicik), також відомі як Lačničić і Lisničić — один із дванадцяти знатних родів Хорватського королівства, згаданих у Pacta conventa.

## Етимологія
У джерелах, а також хорватський вчений називав їх по-різному, варіюючи між Lasničić, Lisničić і Lačničić, але вони називали себе Lasničić.

## Історія
Місцем їх походження вважається область колишньої Луки та Сідраги та жупанії у глибинці Задара — Біограда.
Найдавнішим відомим предком роду є жупан Обрад Ласнічич, один із дванадцяти шляхтичів, згаданих у Pacta conventa (1102). Найдавніша достовірна згадка про рід належить до 1207 року, коли Ютрош і Славомір згадуються у двох документах як свідки пожертвування церкви Св. Петра в Бубняні монастирю Св. Кузьми і Дам'яна поблизу Біограда.
До початку XIV століття вони мали маєтки в Гацькій жупанії, території маєтків, названій на їхню честь, між Оточацем і Доляні. Однак у 1316—1323 роках король Угорщини Карл І віддав їхні землі Дуяму ІІ Франкопану, через що ім'я Ласнічича зникло з Гацка.
У тому ж столітті також згадуються деякі ділові поселення в Задарі, а також у Раштані в районі Вранско та Бічіні поблизу Задара. Відомими членами є Юрай, Дібудой і Толшо, які померли до 1380 року, з яких Юрай мав маєток у Задарі. Остання згадка про рід датується 1448 роком, коли згадується священик-глаголица Яків, який жив у Раштані.

### Гілка Толшичів
Гілка названа на честь жупана Толшо (Tolso Lassicich), який у 1275 році згадується як суддя, а у 1322 році як померлий. Можливо, у нього був син на ім'я Хлапач, який володів маєтком Юрая в Задарі, купленим Толшо в XIV столітті. У 1361 р. згадується Мартін, а в 1380 і 1388 рр. Владислав Толшич, який продав частину землі і мав у 1398 р. маєток у Лемешево Грашче. До них також належали Шимун і Яків, які померли до 1391—1399 рр., від яких у Якова була донька Єлена, яка була дружиною задарського громадянина Ратка Драгіашича Чудомирича.